# Eva Maria Kaiser (Journalistin)
Eva Maria Kaiser (auch Eva Kaiser oder Eva Maria Hoppe-Kaiser) (* 1968 in Eisenstadt) ist eine österreichische Theologin, Fernsehjournalistin und Autorin. Sie arbeitet seit 1996 beim ORF und ist Ressortleiterin Magazine in der Abteilung Religion und Ethik.

## Leben
Eva Maria Kaiser studierte an der Universität Wien an der katholisch-theologischen Fakultät Selbständige Religionspädagogik und Fachtheologie sowie Deutsche Philologie an der geisteswissenschaftlichen Fakultät. Außerdem absolvierte sie ein Auslandsstudienjahr am Institut Catholique in Paris. 1994 schloss sie ihr Studium mit ausgezeichnetem Erfolg ab.
Im Zuge ihrer Journalistenausbildung an der Katholischen Medien Akademie (KMA) hat sie als Volontärin bei der Katholischen Presseagentur, der Austria Presse Agentur (APA),  bei der Tageszeitung Der Standard und bei Radio Vatikan in Rom gearbeitet.
Seit 1996 ist Eva Kaiser Redakteurin beim ORF, zunächst beim Religionsmagazin Orientierung, danach im Landesstudio Burgenland. Seit 2001 ist sie Redakteurin beim Fernsehmagazin Report mit den Schwerpunkten politische Berichterstattung, Kirche und Zeitgeschichte Zu diesen Themen hat sie  bereits mehrere wissenschaftliche Vorträge gehalten und an Podiumsdiskussionen teilgenommen.
Sie ist stellvertretende Vorsitzende im Verband katholischer Publizistinnen und Publizisten Österreichs. (Stand Mai 2021)

## Schriften
- Hitlers Jünger und Gottes Hirten - Der Einsatz der katholischen Bischöfe Österreichs für ehemalige Nationalsozialisten nach 1945. Böhlau Verlag, Wien 2017, ISBN 978-3-205-20628-6 (Zugleich: Universität Wien, Diss., 2016).
- Eva Maria Kaiser, Ulrich Rausch: Die Zeugen Jehovas : ein Sektenreport. Heyne Verlag, München 1998, ISBN 3-453-13198-3.

Die Dissertation wurde auch mehrfach journalistisch für das Fernsehen ausgewertet:
- Fernsehdokumentation „Hitlers Jünger und Gottes Hirten“ („Kreuz & Quer“, 10. April 2018);
- „Kirche und Nationalsozialismus“ („Report“, 12. März 2018)
- „Bischöfe und ‚braune‘ Priester“ („Orientierung“, 4. August 2018).

## Auszeichnungen
- Ambassador Milton Wolf Fellowship an der Duke University in Durham/North Carolina (2004)
- erster Preis des Erzbischof-Rohracher-Studienfonds in Salzburg (2016)
- Dr. Franz J. Vogel-Preis der Arbeitsgemeinschaft der Kirchenhistoriker und Kirchenhistorikerinnen im deutschen Sprachraum in Bonn (2018)